# Ugashik-Peulik
Ugashik-Peulik es un estratovolcán en el estado estadounidense de Alaska. Es parte de la cordillera Aleutiana. Su última erupción fue en 1814.

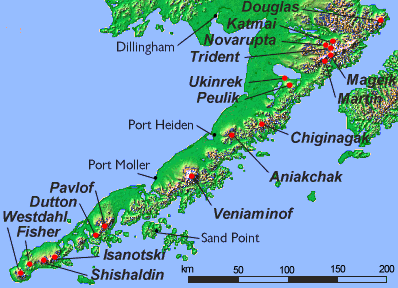
Mapa de algunos volcanes de Alaska